# 山梨県道103号南甲府停車場線
山梨県道103号南甲府停車場線（やまなしけんどう103ごう みなみこうふていしゃじょうせん）は山梨県甲府市の身延線南甲府駅と山梨県道22号甲府笛吹線を結ぶ一般県道である。朝気通り（あさけどおり）とも呼ばれている。

## 概要

### 路線データ
- 起点：山梨県甲府市南口町（身延線南甲府駅）
- 終点：山梨県甲府市南口町（北大路交差点＝山梨県道22号甲府笛吹線交点）

## 通過する自治体
- 山梨県甲府市

## 交差・接続する道路
- 山梨県道22号甲府笛吹線〈青葉通り〉（北大路交差点）